# Fernando Meirelles

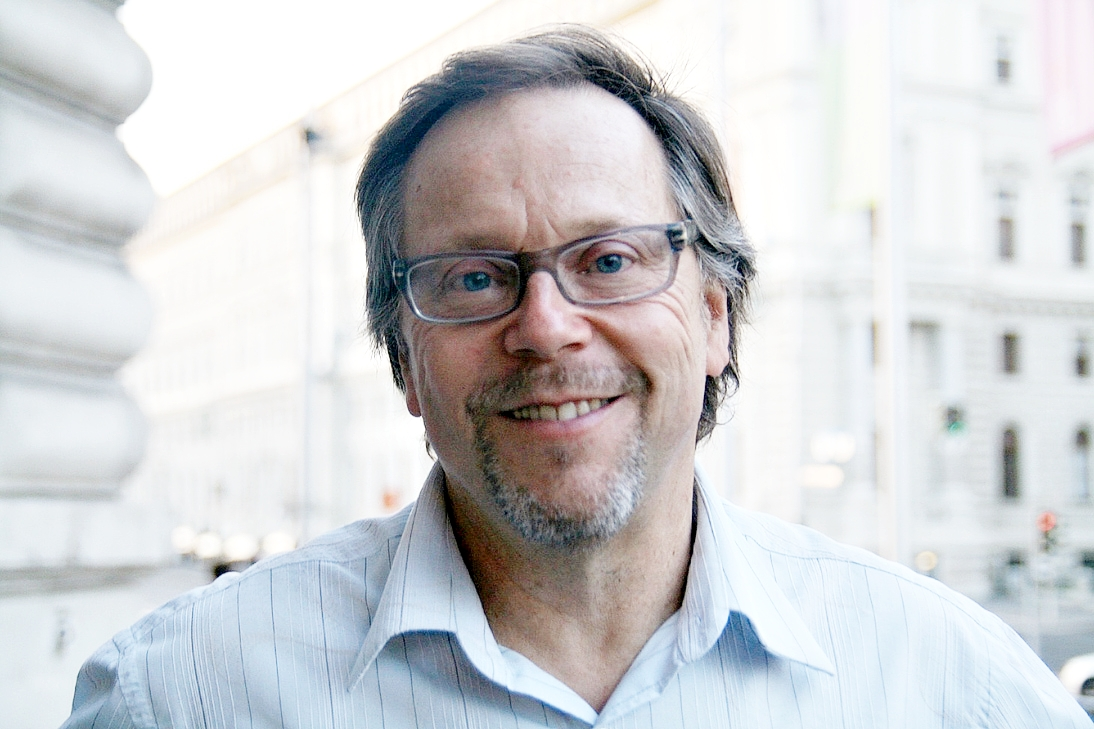
Fernando Meirelles (2012)

Fernando Meirelles (* 9. November 1955 in São Paulo) ist ein brasilianischer Filmregisseur.

## Biografie
Als Regisseur, der von sich behauptet, er hasse Gewaltfilme, hat Fernando Meirelles dennoch ein Auge für die „Ästhetik der Gewalt“. Dies bewies er in der Literaturverfilmung City of God (2002) nach dem Roman von Paulo Lins, für die er bei den Oscars eine Nominierung für die beste Regie erhielt.
Meirelles begann seine Filmkarriere nach Abschluss eines Architekturstudiums mit dem Dreh experimenteller Kurzfilme, für die er zahlreiche Preise bei brasilianischen Filmfestivals erhielt. Zusammen mit einigen Freunden gründete er die „Olhar Electrônico“, eine kleine Produktionsgesellschaft für Independentfilme. Zudem arbeitete er für kommerzielle Fernsehsender in Brasilien. Großen Erfolg hatte er als Regisseur einer in Brasilien sehr populären Kindersendung. Durch seinen Freund Bráulio Mantovani kam er an ein Drehbuch zu City of God, der sein Erstling für das internationale Kino werden sollte. Meirelles besetzte 350 Rollen vorwiegend mit Laiendarstellern aus den Favelas von Rio de Janeiro. Der Film wurde zu einem riesigen Erfolg in Brasilien und bei zahlreichen internationalen Festivals mit Preisen überhäuft. Mit Der ewige Gärtner von 2005 nach dem gleichnamigen Roman von John le Carré mit Ralph Fiennes und Rachel Weisz in den Hauptrollen, blieb er dem Autorenkino treu. Das Werk wurde 2006 mehrfach für den Oscar, den Golden Globe Award und den britischen Filmpreis BAFTA nominiert, doch nur Hauptdarstellerin Rachel Weisz wurde mit den Filmpreisen ausgezeichnet.
2008 eröffnete Meirelles mit dem Wettbewerbsbeitrag Die Stadt der Blinden die 61. Filmfestspiele von Cannes und konkurrierte das erste Mal um die Goldene Palme. Das Drama mit Julianne Moore und Mark Ruffalo in den Hauptrollen ist eine Verfilmung des gleichnamigen Romans von José Saramago, blieb in Cannes aber unprämiert.

## Filmografie (Auswahl)

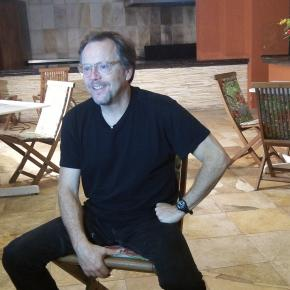
Fernando Meirelles (2012)

- 1998: Die Kleine Nervensäge: Das magische Abenteuer (Menino Maluquinho 2: A Aventura)
- 2001: Domésticas – Dienstmädchen (Domésticas)
- 2002: Golden Gate (Palace II) (Kurzfilm)
- 2002: City of God (Cidade de Deus, Spielfilm)
- 2002: City of Men (Cidade dos Homens, Serie)
- 2005: Der ewige Gärtner (The Constant Gardener)
- 2008: Die Stadt der Blinden (Blindness)
- 2011: 360
- 2019: Die zwei Päpste (The Two Popes)
- 2021: 7 Gefangene (7 Prisioneiros)
- 2024: John Sugar (Sugar, Miniserie)

## Auszeichnungen
Oscar
- 2004: nominiert als bester Regisseur für City of God

British Academy Film Award
- 2003: nominiert für den besten nicht-englischsprachigen Film für City of God
- 2006: nominiert für den besten britischen Film und für die beste Regie für Der ewige Gärtner

Golden Globe Awards
- 2006: nominiert als bester Regisseur für Der ewige Gärtner

Weitere
Berlinale
- 2002: Panorama Award der New York Film Academy für Golden Gate (Palace II)

Internationale Filmfestspiele von Cannes
- 2008: nominiert für die Goldene Palme für Die Stadt der Blinden

Europäischer Filmpreis
- 2002: nominiert für den Prix Screen International für City of God
- 2005: nominiert für den Prix Screen International für Der ewige Gärtner

ShoWest Convention
- 2003: Internationaler Filmemacher des Jahres

Toronto International Film Festival
- 2002: Visions Award für City of God

Internationale Filmfestspiele von Venedig
- 2005: nominiert für den Goldenen Löwen für Der ewige Gärtner